# بليزانت فالي سنداي

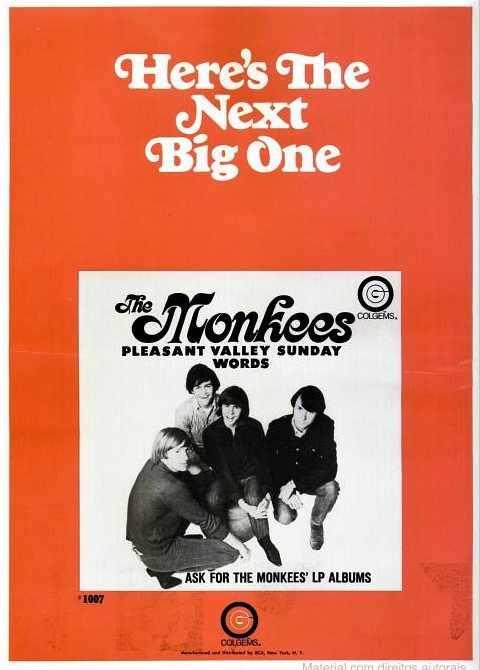
تظهر الصورة غلاف أغنية "Pleasant Valley Sunday" لفرقة ذا مونكيز

«بليزانت فالي سنداي» (بالإنجليزية:Pleasant Valley Sunday) بالعربي أحد بليزانت فالي هي أغنية من تأليف جيرى جوفين ‏ وكارول كينج، أشهرها النسخة التي غناها المونكيز في عام 1967. كان إلهام جوفين وكينغ للاسم من شارعًا يدعى بليزانت فالي واي، في ويست أورنج، نيو جيرسي حيث كانوا يعيشون فيه ذلك الوقت. الطريق يتبع وادي عبر عدة مجموعة منجبال واتشونج ‏. كانت الكلمات عبارة عن المواكبة الاجتماعية ‏ على رمز المكانة  ووسائل راحة المخلوق  والحياة في الضواحي والتنافس مع الجيران. أصبحت واحدة من أكثر الأغاني الفردية نجاحاً في المونكيز.

## معاني الكلمات
في مقابلة أجريت عام 1978 مع مجلة بليتز، صحح مايك نسميث الشخص الذي أجرى المقابلة والذي اعتبر الأغنية بأنها عن ضواحي أمريكا: «أكره أن أحطم خيالك» فأغنية بليزانت فالي سنداي «. كانت مكتوبة فعليًا عن مؤسسة عقلية».

## المشاركين
- ميكي دولنز – مغني رئيسي
- مايكل نسميث – جيتار كهربائي وانسجام صوتي
- بيتر تورك – بيانو كهربائي
- دايفي جونز – صوت خلفي، ماراكس
- بيل تشادويك – أكوستيك غيتار
- تشيب دوغلاس – باس غيتار
- إيدي هوه  [لغات أخرى]‏ – طبول[3]

## الرسم البياني
| قائمة (1967)                           | أعلى مركز |
| -------------------------------------- | --------- |
| أستراليا كي إم آر                      | 10        |
| كندا مجلة آر بي إم                     | 1         |
| ألمانيا                                | 18        |
| أرلندا                                 | 11        |
| نيوزيلاندا                             | 2         |
| النرويج                                | 4         |
| بيلبورد هوت 100 الولايات المتحدة       | 3         |
| تصنيف المملكة المتحدة للأغاني المنفردة | 11        |
| الولايات المتحدة كاش بوكس توب 100      | 3         |

| قائمة (1967)                     | المركز |
| -------------------------------- | ------ |
| كندا                             | 24     |
| الولايات المتحدة بيلبورد هوت 100 | 74     |
| الولايات المتحدة كاش بوكس        | 62     |